# Valentins Sündenfall
Valentins Sündenfall ist ein 1951 entstandener österreichischer Filmschwank aus dem Bauernmilieu von und mit den Mitgliedern der Löwinger-Bühne. Die literarische Vorlage war das gleichnamige Bühnenstück von Gretl Löwinger.

## Handlung
Der ledige Bauer Christian ist begehrt unter den jungen, heiratswilligen Frauen der Gegend, doch ist es ihm bislang gut gelungen, sich jeden Verkupplungsversuchen zu entziehen. Beim letzten Mal wurden ihm auf dem Heiratsmarkt die etwas derben Landfrauen Vroni und Petronella als Zukünftige angedient, doch auch diesmal wies er die Frauenzimmer weit von sich. Besagte junge Damen fühlen sich jedoch von der Zurückweisung persönlich angegriffen und sinnen nunmehr auf Vergeltung. Dazu müssen sie erst einmal in Christians Nähe kommen, und so verkleiden sich Vroni und Petronella als Schweinemagd und Pferdeknecht, die auf Christians Hof auf Stellungssuche gehen. 
Tatsächlich verliebt sich Christian in die neue Magd, aber auch sein scheinbar einfältiger Bruder Valentin findet Gefallen an einer der beiden … und zwar an dem Rossknecht! Doch ganz so blöd ist er natürlich auch nicht, denn dabei handelt es sich nicht etwa um einen mutmaßlich homophilen „Sündenfall“, wie der Filmtitel insinuiert, denn Valentin hat natürlich schon früh erkannt, dass hinter dem Knecht ein weibliches Wesen steckt. Nach einigen weiteren Verwicklungen finden die richtigen Paare schließlich zusammen.

## Produktionsnotizen
Valentins Sündenfall entstand in der zweiten Jahreshälfte 1951 im Filmatelier von Wien-Hernals sowie mit Außenaufnahmen im Wiener Prater und in Hochroterd bei Wien. Der Film wurde am 30. November 1951 in München uraufgeführt, die Wiener Premiere war am 4. Januar 1952.
Produzent Ernest Müller übernahm auch die Produktionsleitung. Gustav Abel schuf die Filmbauten.

## Kritik
Im Filmdienst heißt es: „… inszenatorisch von biederster Machart, auch schauspielerisch auf unterstem Niveau.“